# Tipula incurva
Tipula incurva är en tvåvingeart som beskrevs av Doane 1912. Tipula incurva ingår i släktet Tipula och familjen storharkrankar. Inga underarter finns listade i Catalogue of Life.